# David Ignatz Neumann
David Ignatz Neumann (* 25. Mai 1894 in Rust, Komitat Ödenburg; † 1. November 1992 in Ramat Chen, Tel Aviv) war ein österreichisch-israelischer Lyriker, Messerschmied und Politiker.

## Familie
David Neumann stammte aus einer Familie gläubiger und zionistisch orientierter Juden. Sein Vater war der Kaufmann Moritz Rust, in seiner Verwandtschaft gab es 40 Rabbiner. Vier seiner Geschwister wanderten bis kurz nach dem Ersten Weltkrieg nach Palästina aus.
Neumann heiratete 1925 die Witwe Rudolfine Hofstädter. Aus der Ehe stammten die zwei Söhne Moshe und Eli, die später die Geschäfte der Firma „David Neumann & Sons – Sharpener and Store of Cutlery“ bis zur Jahrtausendwende weiterführten. Der Sohn Rudolfines aus erster Ehe wurde später Mitglied der Untergrundarmee Haganah.

## Leben und Wirken
Neumann zog 1901 mit seiner Familie nach Wien. Er trat bereits 1908 als Vierzehnjähriger der zionistischen Partei Poale Zion (Arbeiter Zions) bei. Zu Beginn des Ersten Weltkriegs wurde er in das 76. Infanterie-Regiment, 1. Bataillon Ödenburg eingezogen. An der Westfront nahm er 1918 an den verlustreichen Kämpfen bei Consenvoye teil und kehrte im November nach Wien zurück. Neumann stand dem „Jüdischen Klub“ im österreichischen Reichstag nahe. Als die Partei Poale Zion 1923 in einen marxistischen und einen extrem sozialistischen Flügel zerfiel, trat er der „Judenstaatspartei“ bei.
Von Dezember 1923 bis Februar 1924 hielt sich Neumann erstmals in Palästina auf und strebte die offizielle Einwanderung an. Für die Einwanderung wurde das Einwanderungszertifikat der britischen Mandatsmacht benötigt. Da er die Voraussetzungen für die Erlangung eines Kapitalistenzertifikats nicht erfüllte, absolvierte er in Wien eine dreijährige Lehre als Messerschmied, um ein Handwerkerzertifikat zu erhalten. Nachdem die nötigen Formalitäten abgeschlossen waren, reiste er im November 1927 nach Palästina und verblieb dort bis an sein Lebensende. 1928 folgte seine Familie nach. In Tel Aviv war er derzeit der einzige Messerschmied und eröffnete zwei Geschäfte. Er war als Handwerker bekannt und war später ein engagierter Helfer beim Aufbau des Landes.
Neumann wurde Mitglied der Allgemeinen Zionistischen Partei (der späteren Cherut  bzw. des Likud). Er blieb sein Leben lang als frommer Zionist politisch engagiert und sozialistisch orientiert.
Für einen Beitrag im ORF-Fernsehen wurde er 1987 von Günter Unger interviewt. Anlässlich des Jahrestages seines 100. Geburtstags wurde Neumann 1994 von der Gemeinde Rust mit einer Gedenkfeier geehrt.

## Künstlerisches Wirken
Sein erstes Gedicht schrieb Neumann zum Jahreswechsel 1913/14. Im Ersten Weltkrieg schrieb er in expressionistischem Stil von erster Liebe und Kriegsentsetzen.
Zu seinen ersten Gedichten vermerkte David Neumann 1986: „… Merkwürdig, dass ich diese Gedichte im Gedächtnis behielt. Jahre, viele Jahre datierte ich meine Gedichte nicht. Ich nahm sie nicht ernst.“

Er verfasste noch in Wien, als glühender Zionist, einen Gedichtzyklus „Der Prophet“, zwölf 4- bis 7-strophige Erzähl- und Preisgedichte vom immer wieder erneuten Auftrag an den Berufenen, der sich seiner Berufung zu entziehen versucht – wie der Prophet Jonas. Der Zyklus ging später in das große Werk „Bittere Melodie“ ein, das allerdings erst im Jahre 1990 veröffentlicht wurde. Neumann sprach in jener Wiener Zeit jedoch nachdrücklich von den Hoffnungen für das verheißene Land:
„So wisse denn. Ich wende das Geschick. Jehudas Fluren werden wieder Grün. Es kommt ein Freudenmond. – Im Monat Aw werden die Kinder in die Wälder ziehn.“
Als gegen Ende der 1930er Jahre die ersten Flüchtlinge aus Nazi-Deutschland nach Palästina kamen, schrieb Neumann das Gedicht „Sprache, meine Muttersprache“: 
„Seit in Deutschland Irrsinn wuchert, der sich täglich mehrt, wird die Welt vom Gift des Mordwahns, der Gewalt verzehrt.“
Seit 1948 bot Neumann seine Texte deutschen Verlagen und Zeitschriften zur Publikation an. Zuerst – vergeblich – dem Bermann-Fischer Verlag, später der Zeitschrift Deutsche Rundschau. Deren Lektor für Literatur, Harry Pross, veröffentlichte 1958 zwei Gedichte Neumanns. Pross war es auch, der später zwei Sendungen bei Radio Bremen mit Gedichten Neumanns initiierte (29. November 1965 und 18. November 1966).  Einzelne Gedichte erschienen in der Zeitschrift des Ragaz-Kreises in Zürich, ferner in einem Berliner Kleinverlag. Einen ersten Überblick über die Breite und Tiefe seines Werks gab – erstmals in Buchform – ein Privatdruck von 1987. Seit 1988 erschienen eine Auswahl mit Biographie und Hintergründen sowie zwei seiner Gedichtbände in der Edition Roetzer, Eisenstadt-Wien.
Neumanns schriftstellerischer Nachlass befindet sich im Deutschen Literaturarchiv Marbach, der persönliche Nachlass wurde dem Österreichischen Jüdischen Museum in Eisenstadt übergeben.

## Veröffentlichungen
- Kreis der Sehnsucht, Berlin, 1986[1]
- Ein Leben – Ein Werk. Mit einem Vorwort „Wie es dazu kam“ zur Entstehung des Buchs, von Gerhard Hessel, Hans D. Schell und Johannes A. Schürmann; mit einem biographischen Abriss von Manfred Seidler und Gerhard Hessel. Edition Roetzer, Eisenstadt und Wien 1987
- Bittere Melodie. Ein Gedichtzyklus zur Geschichte Israels. Mit einem Vorwort von Günter Unger. Edition Roetzer, Eisenstadt und Wien 1990
- Nichtigkeiten. Wichtigkeiten. Fünfzig Gedichte, ausgewählt und eingeleitet von Manfred Seidler. Edition Roetzer, Eisenstadt und  Wien 1990
- Spätlese. Gedichte aus den Jahren 1989–1992, ausgewählt von Günter Unger. Edition Roetzer, Eisenstadt und  Wien 1992

## Ausstellungen
- In „200 Jahre jüdische Soldaten in Österreich“, Österreichisches Jüdisches Museum Eisenstadt, 1989
- In „Österreichische Dichter im Exil“, Literaturhaus Wien, Mai 1992
- „David Neumann – Zum 100. Geburtstag“, Österreichisches Jüdisches Museum Eisenstadt, Mai 1994